# Sokolniki (Kaliningrad, Gwardeisk)
Sokolniki (russisch Сокольники, deutsch Langendorf, Kreis Wehlau) ist ein Ort in der russischen Oblast Kaliningrad. Er gehört zur kommunalen Selbstverwaltungseinheit Stadtkreis Gwardeisk im Rajon Gwardeisk.

## Geographische Lage
Sokolniki liegt am Nordufer des Pregel (russisch: Pregolja), elf Kilometer westlich der Stadt Gwardeisk (Tapiau). Der Ort ist über eine Stichstraße (27K-272) zu erreichen, die von der Föderalstraße A229 abzweigt. Die nächste Bahnstation ist Gwardeisk an der Bahnstrecke Kaliningrad–Tschernyschewskoje (Königsberg–Eydtkuhnen/Eydtkau), einem Teilabschnitt der einstigen Preußischen Ostbahn.

## Geschichte
Das bis 1946 Langendorf genannte damalige Rittergutsdorf mit ein paar Gehöften wurde 1874 in den neu errichteten Amtsbezirk Kremitten (heute russisch: Losowoje) eingegliedert. Er bestand bis 1945 und gehörte zum Kreis Wehlau im Regierungsbezirk Königsberg der preußischen Provinz Ostpreußen. Im Jahre 1910 wurden in Adlig Langendorf 233 und in Königlich Langendorf 30 Einwohner registriert. Die Unterscheidung wurde am 1. November 1928 aufgehoben, als sich beide Orte zur neuen Landgemeinde Langendorf zusammenschlossen. In dieser lebten 1933 insgesamt 399 und 1939 noch 321 Menschen. Wenige Wochen vorher war der südliche Teil der Gemeinde Podollen (heute russisch: Losowoje) mit der Ortschaft Kremitten (russisch auch: Losowoje) und der Kirche Kremitten eingemeindet worden.
Mit Langendorf ist die Familie von Perbandt aufs Engste verbunden. Sie hatte hier seit der Ordenszeit bis 1945 ihren Sitz. Deren Ahnherr war der prußische Edle Sklodo de Quedenau (Quednau), der vom Samland her bis nach Kremitten Land besaß. Georg von Perbandt ließ 1865 ein neues Gutshaus errichten mit Wirtschaftsgebäuden und einem großzügigen Park. Zuletzt führte Johanna von Perbandt, eine Urenkelin von Albrecht Thaer, mit einem Teil ihrer Kinder das Gut, zu dem auch Nahmgeist (heute polnisch: Śliwice) im Kreis Preußisch Eylau gehörte.
In Folge des Zweiten Weltkrieges kam Langendorf mit dem nördlichen Ostpreußen 1945 zur Sowjetunion. 1947 erhielt der Ort die russische Bezeichnung Sokolniki und wurde gleichzeitig dem Dorfsowjet Borski selski Sowet im Rajon Gwardeisk zugeordnet. Von 2005 bis 2014 gehörte Sokolniki zur Landgemeinde Slawinskoje selskoje posselenije und seither zum Stadtkreis Gwardeisk.
Auf dem Gelände des ehemaligen Gutes Langendorf wurde im Dezember 2016 ein Hotelkomplex eröffnet.

## Kirche
Langendorf war mit seinen meistenteils evangelischen Einwohnern bis 1945 in das Kirchspiel der Kirche Kremitten eingepfarrt, die seit 1928 im Gemeindegebiet von Langendorf stand. Die Pfarrei gehörte zum Kirchenkreis Wehlau in der Kirchenprovinz Ostpreußen der Kirche der Altpreußischen Union. Heute liegt Sokolniki im Einzugsbereich der neu entstandenen evangelisch-lutherischen Gemeinde in Gwardeisk (Tapiau), einer Filialgemeinde der Auferstehungskirche in Kaliningrad (Königsberg) in der Propstei Kaliningrad der Evangelisch-lutherischen Kirche Europäisches Russland.